# انتخابات الرئاسة السلوفينية 1992
انتخابات الرئاسة السلوفينية 1992 هي الانتخابات الرئاسية التي جرت في 6 ديسمبر 1992، لانتخاب رئيس سلوفينيا، فاز بالانتخابات ميلان كوتشان.